# Ернестін Панкук

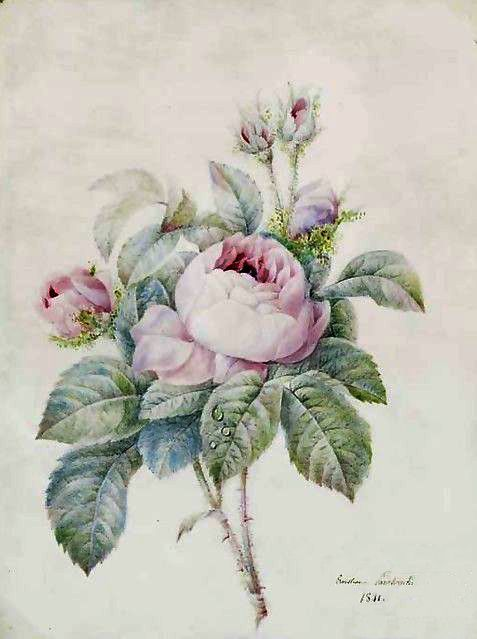
Рожеві троянди, Ернестін Панкук

Ернестін Панкук (фр. Ernestine Panckoucke, уроджена Anne-Ernestine Désormeaux; 10 червня 1784 — 22 грудня 1860) — французька художниця, ботанічна ілюстраторка.

## Біографія
Батьки Ернестін емігрували до Німеччини під час Французької революції, що дозволило їй добре опанувати мову, яку вона використала, ставши першим перекладачем Йоганна Вольфганга фон Гете. Вона жила з книготорговцем та видавцем Шарлем-Луї-Флері Панкук, перш ніж вийти за нього заміж 4.10.1808, за два місяці до народження їхнього сина Ернеста Панкука. Живучи в готелі 'Hôtel de Thou', який раніше придбав Шарль-Жозеф Панкук, пара подорожувала до Італії, Англії та Шотландії, та щочетверга приймала гостей. Гостями були Етьєн Жоффруа Сент-Ілер, Жан-Огюст-Домінік Енгр, Поль Гаварні, Віктор Кузен, Гектор Берліоз та Ференц Ліст, які також зустрічалися у маєтку Флері-су-Медон, придбаному у 1818 році.
Ернестін Панкук здобула свою художню освіту спочатку в Герарда ван Спандонка, потім у П'єра-Жозефа Редуте, чия власність у Медоні була по сусідству з її власною.
Її улюбленою технікою була акварель. Ернестін створила 19 із 400 ілюстрацій у «Flore Médicale» Франсуа-П'єра Шометона, роботі, опублікованій її чоловіком, решту ілюстрацій написав П'єр Жан Франсуа Тюрпен.
Одна з її робіт була продана на розпродажі, влаштованому Карлом X у 1834 році.

## Публікації
- «Poesies de Goethe», — переклад з німецької, опубліковано французькою у 1825 році
- «Poésies nouvelles de Magu, Tisserand à Lizy-sur-Ourcq», опубліковано французькою у 1842

## Gallery

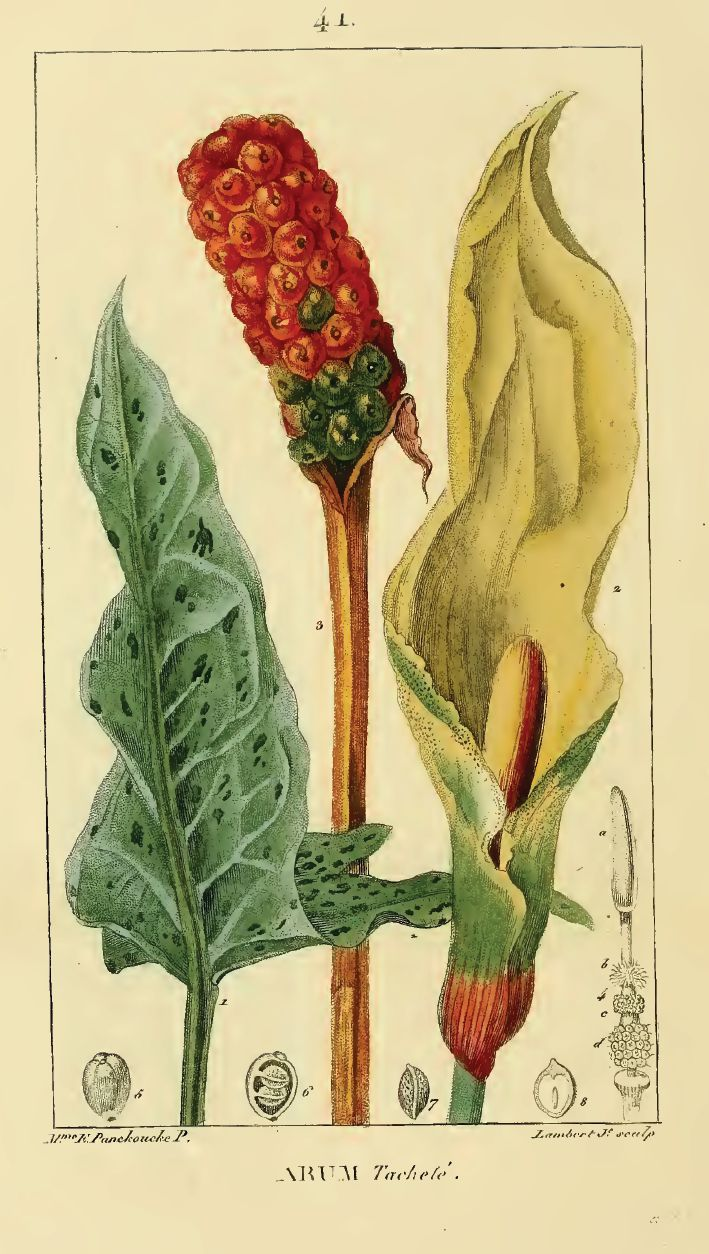
Arum maculatum
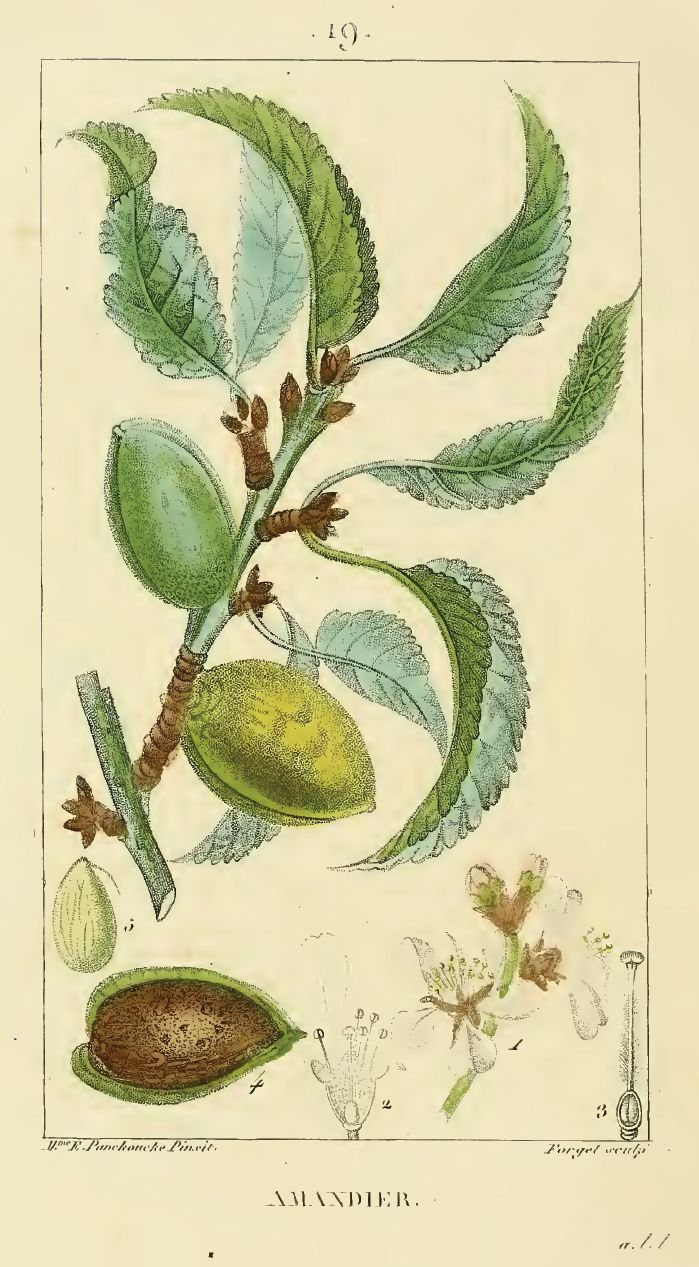
Almond
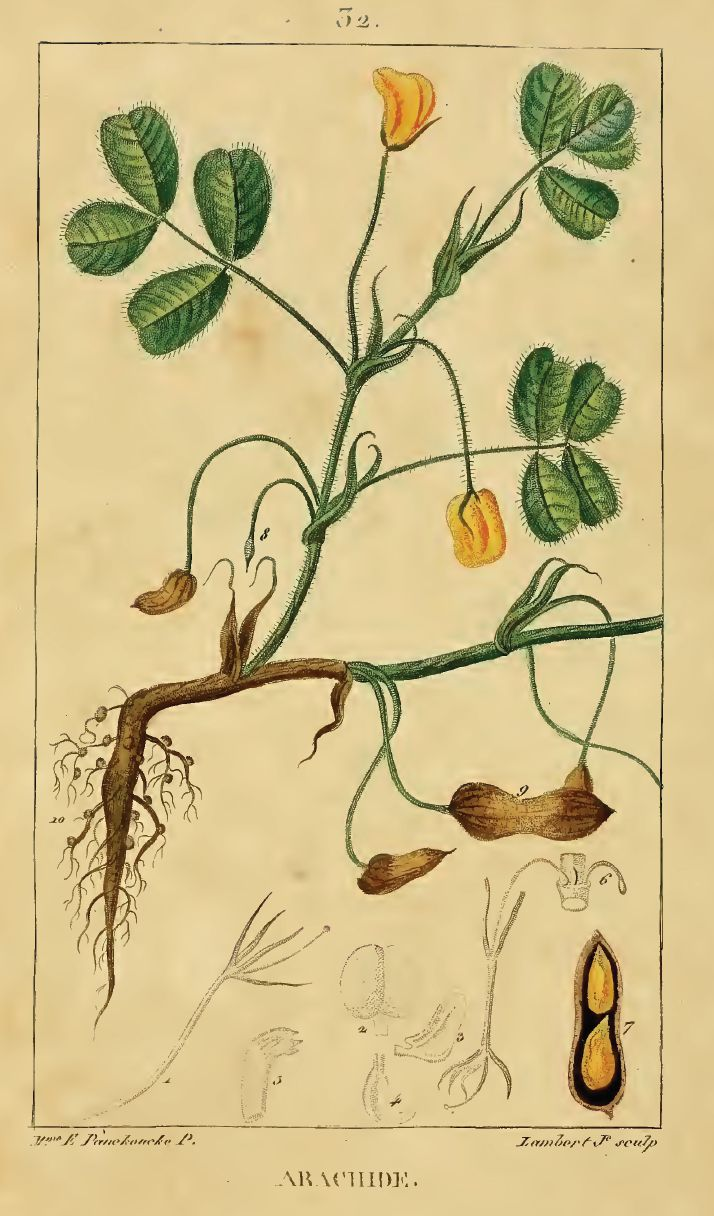
Arachis hypogaea
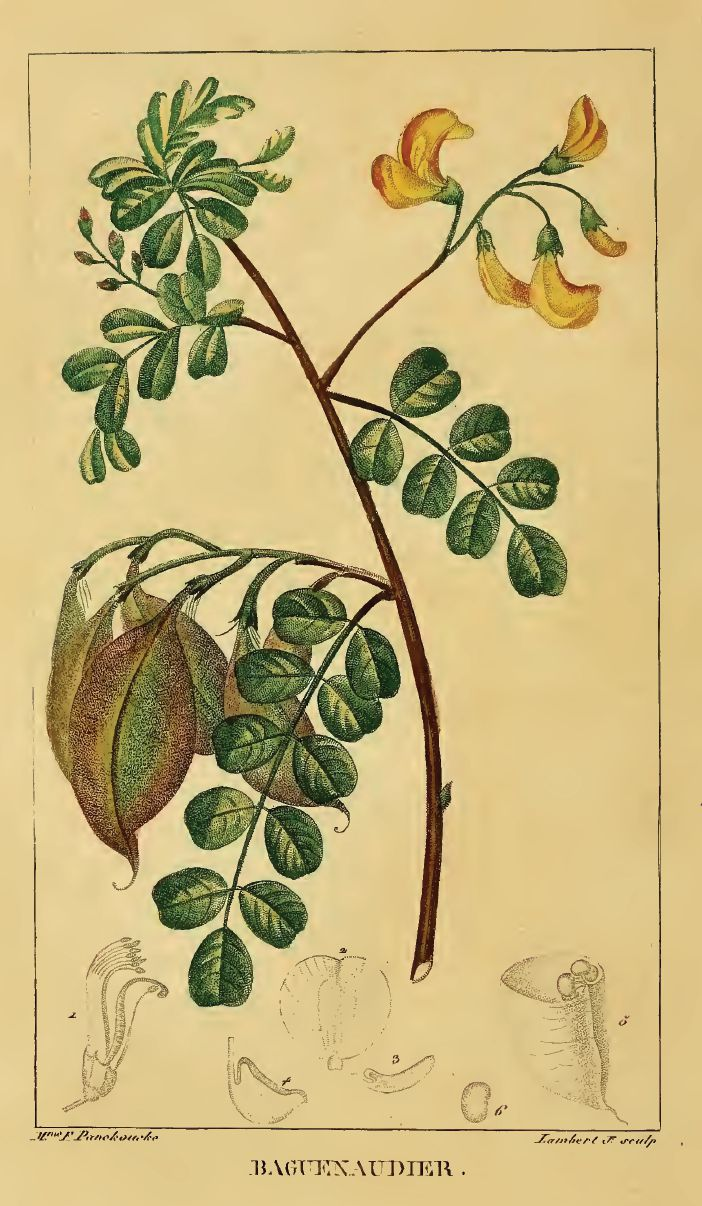
Colutea arborescens
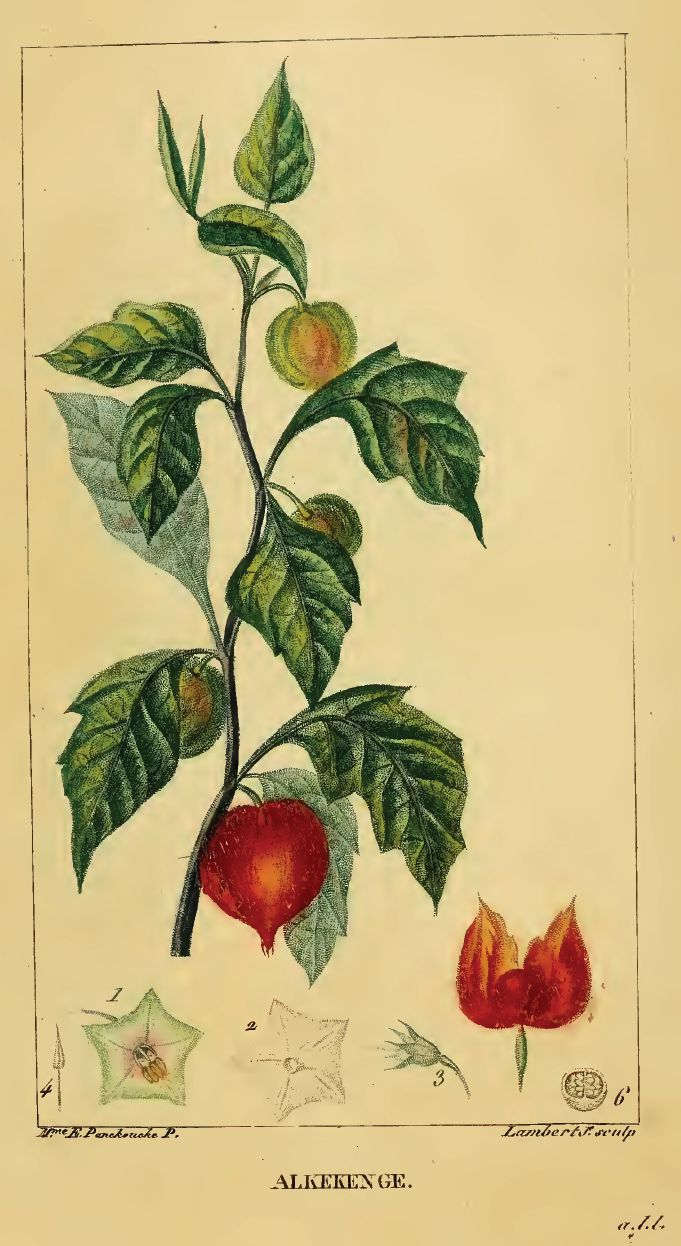
Physalis alkekengi